# Spoorlijn Bleicherode Ost - Herzberg
De spoorlijn Bleicherode Ost - Herzberg was een Duitse spoorlijn in Thüringen en Nedersaksen en was als spoorlijn 6717 onder beheer van DB Netze. Het gedeelte tussen Zwinge West en Herzberg was tot de Duitse hereniging spoorlijn 1814. 

## Geschiedenis
Het traject werd door de Preußische Staatseisenbahnen geopend tussen 1908 en 1911. Door de Duitse deling werd de lijn bij Zwinge onderbroken en werd in de Britse bezettingszone het station Zwinge West gerealiseerd. Zwinge stond nadien bekend als het langste station ter wereld omdat per trein zo'n 400 kilometer afgelegd moest worden via Helmstedt om van het ene naar het andere perron te komen. De Deutsche Bahn hief het personenverkeer op in 1961, gevolgd door het goederenverkeer tussen 1971 en 1982. Aan de oostzijde werd het vervoer stilgelegd tussen 1972 en 2003. Thans is de volledige lijn opgebroken.

## Aansluitingen
In de volgende plaatsen is of was er een aansluiting op de volgende spoorlijnen:
Bleicherode Ost
DB 6343, spoorlijn tussen Halle en Hann. Münden
Herzberg (Harz)
DB 1810, spoorlijn tussen Northeim - Nordhausen
DB 1812, spoorlijn tussen Seesen en Herzberg
DB 1813, spoorlijn tussen Herzberg en Siebertal

## Afbeeldingen

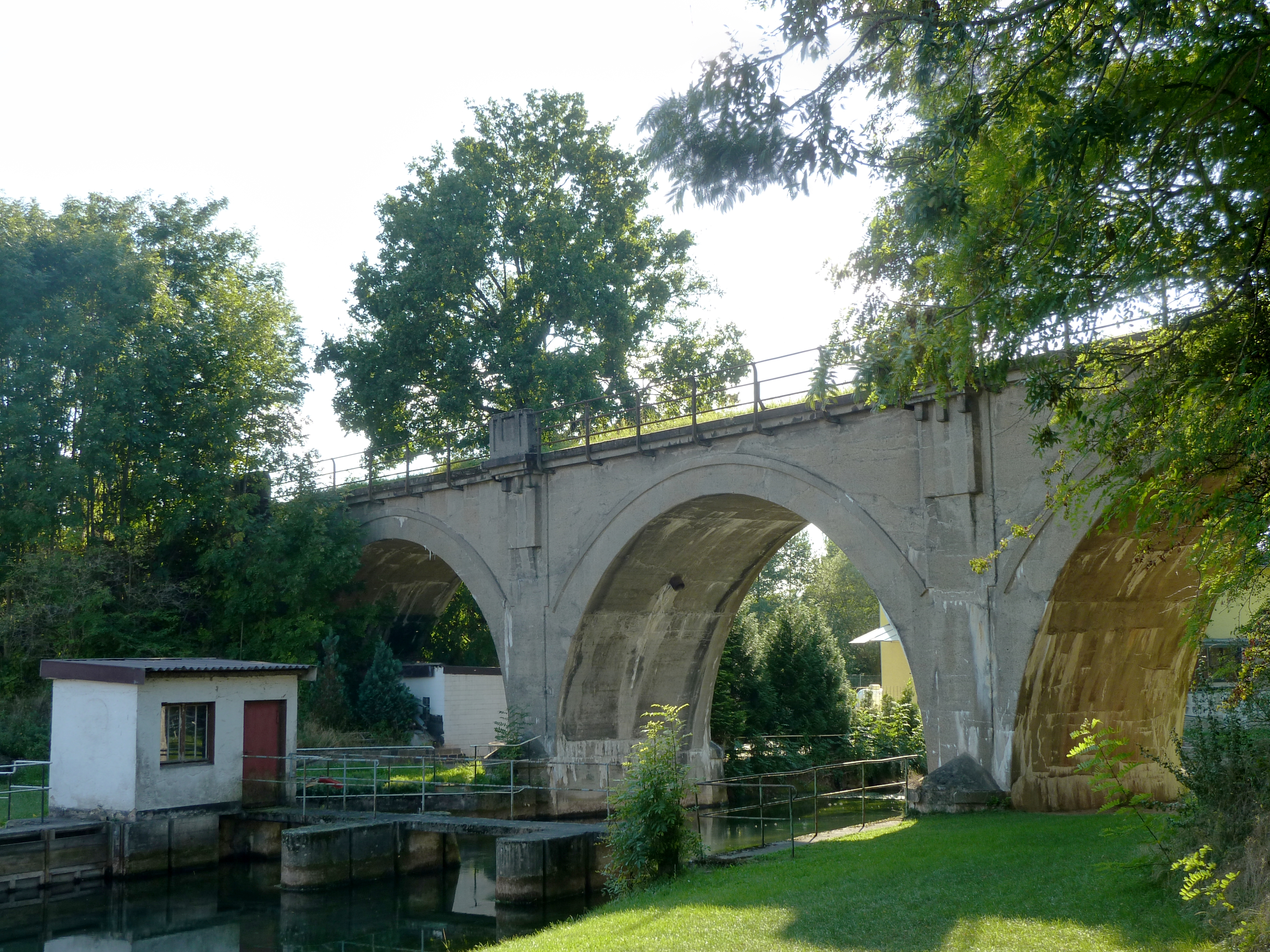
Spoorwegbrug over de Rhume in Rhumspringe
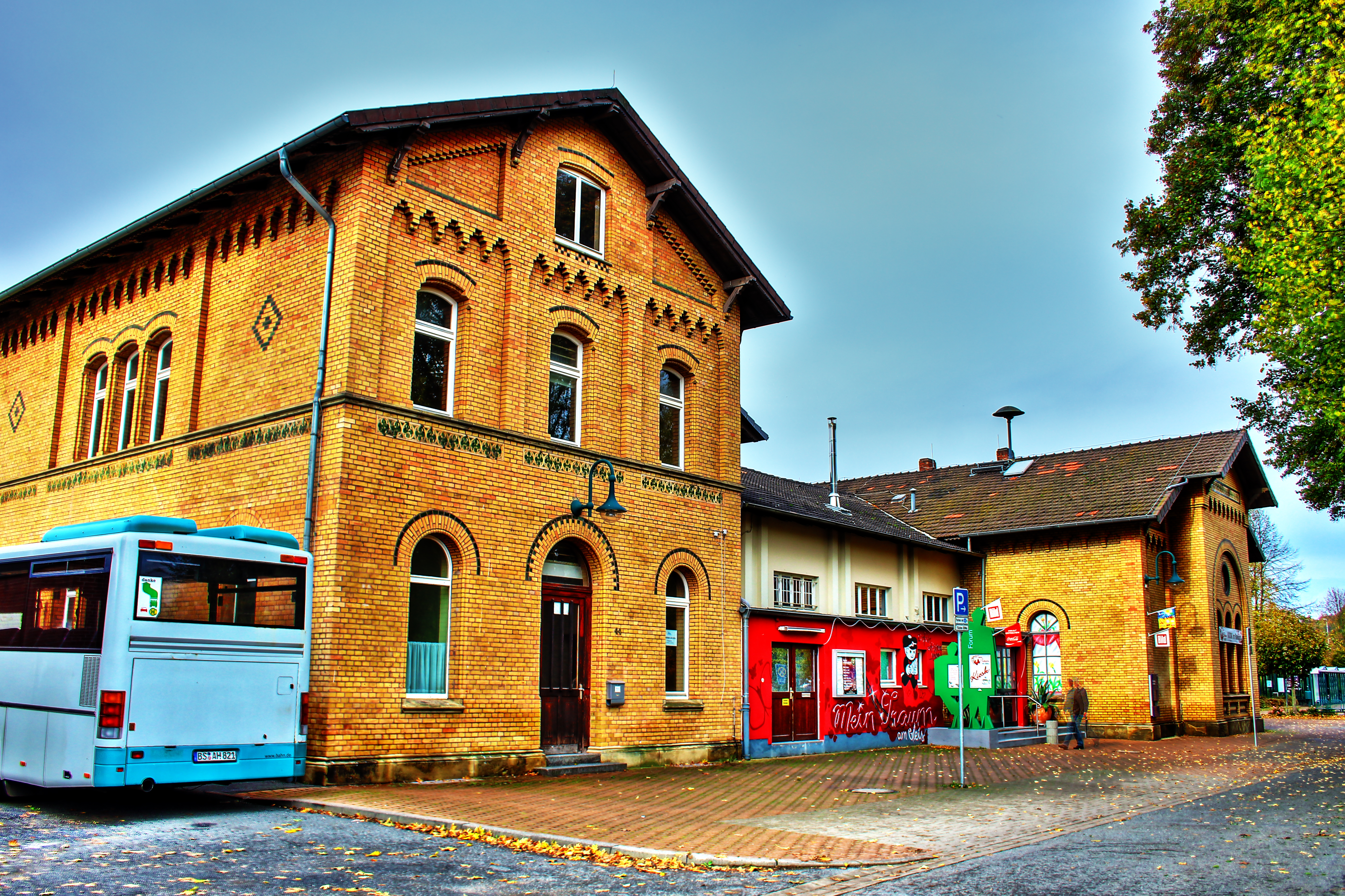
Station Herzberg am Harz